# 털귀세하두쥐
털귀세하두쥐(Thalpomys lasiotis)는 비단털쥐과에 속하는 설치류이다. 브라질 세하두 지역에서 발견된다.